# عبد العزيز المحمود
عبد العزيز المحمود مهندس وصحفي ومؤلف قطري. شغل سابقا منصب رئيس تحرير صحيفة بينينسولا ونظيرتها العربية الشرق. ككاتب شهدت رواية القرصان نجاح تجاري بعد إطلاقها في أغسطس 2011. ترجمت الرواية إلى اللغة الإنجليزية بعد عام واحد وأصبحت واحدة من الكتب الأكثر مبيعا التي أصدرها كاتب قطري.

## التعليم
تخرج المحمود من جامعة كلاركسون وحصل على شهادة البكالوريوس في الهندسة وحصل لاحقا على دبلوم في الطيران والهندسة من جامعة في المملكة المتحدة.

## المسيرة المهنية
كان عبد العزيز المحمود يعمل كمهندس في القوات الجوية الأميرية القطرية. كما شغل منصب رئيس تحرير صحيفة بينينسولا الإنجليزية اليومية. في الفترة من 1998 إلى 2001 كان رئيس تحرير نظيرتها العربية الشرق.
عمل بعد ذلك رئيسا تحرير موقع قناة الجزيرة الإلكتروني على الإنترنت لمدة خمس سنوات. كان أيضا جزءا من مجلس إدارة الجزيرة من 2007 إلى 2009. ساعد في إعادة إطلاق موقع صحيفة العرب على الإنترنت في عام 2008 وشغل منصب رئيس تحريرها حتى نوفمبر 2009.

### التأليف
كانت رواية المحمود الأولى هي تاريخية بحرية بعنوان «القرصان» التي صدرت في أغسطس 2011. تدور أحداث الرواية حول السياسة البريطانية والقرصنة في منطقة الخليج العربي خلال القرن التاسع عشر وكانت الشخصية المركزية هو القرصان العربي رحمة بن جابر الجلهمي. أصبح الكتاب واحدا من الكتب الأكثر مبيعا في التاريخ من قبل قطري.
يذكر أن اهتمامه بالتاريخ البحري للخليج العربي والتداعيات السياسية للقرصنة بدأ في عام 1996 عندما اكتشف مكتبة في لنكولنشاير بالمملكة المتحدة تحتوي على مخطوطات بريطانية قديمة. كتاب في القرن التاسع عشر يسمى ساحل القراصنة دفعه في نهاية المطاف إلى البدء في البحث عن تاريخ الخليج العربي. استغرق حوالي 11 شهرا لكتابة رواية القرصان.
عمل محمود الثاني وهو أيضا رواية تاريخية بحرية بعنوان «الشراع المقدس». تم نشرها في نوفمبر 2014. الرواية الرومانسية تدور حول مؤامرة تتعلق بامرأة شابة التي تقع في الحب مع زعيم قبيلة عربية. يركز المحمود على الإنصاف والحرية في هذه الرواية.
كان أحد المشاركين في أول «مجلس أدبي» في بلومزبري قطر الذي عقد في مارس 2014.